# 索姆 (北方邦)
索姆（Som），是印度北方邦赫尔多伊县的一个城镇。总人口3574（2001年）。

## 人口
该地2001年总人口3574人，其中男性1914人，女性1660人；0—6岁人口625人，其中男324人，女301人；识字率51.99%，其中男性为65.36%，女性为36.57%。